# Mandevilla arcuata
Mandevilla arcuata är en oleanderväxtart som beskrevs av Alwyn Howard Gentry. Mandevilla arcuata ingår i släktet Mandevilla och familjen oleanderväxter. Inga underarter finns listade i Catalogue of Life.